# 嵐の金曜カウントダウン
嵐の金曜カウントダウンMBS TOP 40（あらしのきんようカウントダウン エムビーエス トップ フォーティ）とは、2002年10月4日から2004年3月26日まで毎日放送ラジオ（MBSラジオ）で放送されていた番組。通称は"アラキン"。

## 概要
「MBSオレたちやってま～す金曜日」の終了を受けて2002年10月に放送開始。FUJIWARAにとっては「MBSヤングタウン」以来の毎日放送ラジオでのレギュラー番組となった。

## 出演者
- FUJIWARA (一時期はNISHIMOTOであった)
  - 藤本敏史
  - 原西孝幸
- マグナム石井
- 浅野亜希子

## 放送時間
- 毎週金曜日21:00 - 翌0:00 (2002年10月 - 2003年3月)
- 毎週金曜日21:30 - 翌0:00 (2003年4月 - 2004年3月)

## ノベルティ
- 特製マグカップ

## 備考
「FUJIWARA復活！2006年大予測！」と題して2006年1月8日に復活放送を行った。OPテーマやジングル等を再現しており、同じくカウントダウン形式の番組であったが、出演者はFUJIWARAだけであった。